# Rejon mirski
Rejon mirski – jednostka terytorialna istniejąca w ramach Białoruskiej SRR w latach 1940–1956 na terenie Nowogródczyzny (de facto 1940–1941; 1944–1956).

## Historia
Rejon powstał 15 stycznia 1940 w ramach obwodu baranowickiego. Obejmował terytorium 0,7 tys. km. kwadratowych i dzielił się na 12 gmin wiejskich (sielsowietów). 8 stycznia 1954 znalazł się w obwodzie grodzieńskim. 17 grudnia 1956 rejon zlikwidowano i włączono w skład korelickiego.